# Lakovka obecná
Lakovka obecná (Laccaria laccata (Scop. ex Fr.) patří do čeledi lanýžovcovitých. Je hojná v jehličnatých a smíšených lesích. V literatuře je uváděna jako jedlá prostřední jakosti.

## Vzhled

### Makroskopický
Klobouk dosahuje velikosti 20 až 40 (60) milimetrů, v  mládí skoro hladkým a lysým, později trochu vločkatým, až jemně šupinkatým, sklenutým, někdy s pupkem uprostřed, někdy s okrajem trochu nepravidelným až vzhůru zdviženým.
Lupeny jsou masově červené, řídké, tlusté. V dospělosti vypadají jako bíle pomoučené od bezbarvých výtrusů.
Třeň dosahuje rozměrů 30 až 120 × 3 až 10 milimetrů, je zbarvený podobně jako klobouk, všude stejně tlustý, často nerovný, dole nepatrně ztluštělý, k podkladu přirostlý bílou plstí.
Dužnina je zbarvená stejně jako klobouk houby, často je bledší, vodnatá. Oschlá je trochu světlejší, bez nápadné chutě a vůně.

### Mikroskopický
Výtrusy jsou nápadného tvaru (kulaté a ostnité), bezbarvé.

## Výskyt
Roste hlavně na okrajích lesů, na lesních cestách, lukách a také v lesích. Je to velmi proměnlivý druh, a to jak zbarvením plodnic, tak velikostí. Fruktifikuje od června do listopadu.

## Rozšíření
Lakovka obecná roste v celém mírném pásu severní polokoule: v Evropě a Severní Americe až po Mexiko a Kostariku. V Severní Americe se většinou jedná o varietu pallidifolia, kterou popsal Charles Horton Peck. Vyskytuje se také v severní Africe a v Austrálii. Spolu s dalšími lakovkami je pokládána za pionýrský druh.